# František Havlíček (fotbalista)
František Havlíček (1919 – 3. prosince 1982) byl český fotbalista, který nastupoval jako záložník a útočník.

## Fotbalová kariéra
V československé lize hrál za Bohemians. Nastoupil ve 147 ligových utkáních a dal 9 gólú. Finalista Českého poháru 1942.

## Ligová bilance
| Ročník                                     | Zápasy | Góly | Klub                   |
| ------------------------------------------ | ------ | ---- | ---------------------- |
| Národní liga 1941/42                       | 17     | 0    | AFK Bohemia Vršovice   |
| Národní liga 1942/43                       | 15     | 3    | AFK Bohemia Vršovice   |
| Národní liga 1943/44                       | 18     | 1    | AFK Bohemia Vršovice   |
| Státní liga 1945/46                        | 3      | 0    | AFK Bohemians Vršovice |
| Státní liga 1946/47                        | 11     | 0    | AFK Bohemians Vršovice |
| Státní liga 1947/48                        | 14     | 1    | AFK Bohemians Vršovice |
| Státní liga 1948                           | 12     | 0    | AFK Bohemians Praha    |
| Celostátní československé mistrovství 1949 | 25     | 2    | Železničáři Praha      |
| Celostátní československé mistrovství 1950 | 7      | 0    | Železničáři Praha      |
| Mistrovství československé republiky 1951  | 25     | 2    | Železničáři Praha      |
| CELKEM                                     | 147    | 9    |                        |